# Реална анализа
Реална анализа је грана математичке анализе која се бави скупом реалних бројева. Прецизније, она се бави аналитичким својствима реалних функција и низова, укључујући конвергенцију лимесе низова реалних бројева, непрекидност, диференцијабилност и сродна својстсва реалних функција. Нека посебна својства низова и функција реалних вредности које проучава реална анализа укључују конвергенцију, границе, континуитет, глаткоћу, диференцијабилност и интеграбилност.
Реална анализа се разликује од комплексне анализе која се бави проучавањем комплексних бројева и њихових функција.

## Опсег

### Конструкција реалних бројева
Теореме реалне анализе ослањају се на својства реалног бројевног система, који се морају успоставити. Реални бројни систем се састоји од неброивог скупа ({\displaystyle \mathbb {R} }), заједно са две бинарне операције означене + и ⋅, и редоследом означеним <. Операције претварају бројеве у поље, а заједно са редоследом и у уређено поље. Реални бројевни систем је јединствено потпуно уређено поље, у смислу да му је свако друго потпуно уређено поље изоморфно. Интуитивно, потпуност значи да нема 'празнина' у реалним бројевима. Ово својство разликује реалне бројеве од других уређених поља (нпр. рационални бројеви {\displaystyle \mathbb {Q} }) и кључно је за доказ неколико кључних својстава функција реалних бројева. Потпуност реалних вредности се често подесно изражава као својство најмање горње границе (види доле).

### Својства редоследа реалних бројева
Реални бројеви имају различита својства теоријске мреже која су одсутна у комплексним бројевима. Такође, реални бројеви чине уређено поље, у коме су збирови и производи позитивних бројева такође позитивни. Штавише, редослед реалних бројева је тоталан, а реални бројеви имају најмању горњу границу:
Сваки непразан подскуп од {\displaystyle \mathbb {R} } који има горњу границу има најмању горњу границу која је такође реалан број.
 Ове теоријске особине реда доводе до низа фундаменталних резултата у реалној анализи, као што су теорема монотоне конвергенције, теорема средње вредности и теорема средње вредности.

### Тополошка својства реалних бројева
Многе теореме реалне анализе су последице тополошких својстава реалне бројевне праве. Својства редоследа реалних бројева описаних изнад су уско повезана са овим тополошким својствима. Као тополошки простор, реални бројеви имају стандардну топологију, која је топологија реда индукована редоследом {\displaystyle <}. Алтернативно, дефинисањем функције метрике или удаљености {\displaystyle d:\mathbb {R} \times \mathbb {R} \to \mathbb {R} _{\geq 0}} користећи функцију апсолутне вредности као {\displaystyle d(x,y)=|x-y|}, реални бројеви постају прототипски пример метричког простора. Показало се да је топологија индукована метриком {\displaystyle d} идентична стандардној топологији индукованој редоследом {\displaystyle <}. Теореме попут теореме средње вредности које су у суштини тополошке природе често се могу доказати у општијим оквирима метричких или тополошких простора, а не само у {\displaystyle \mathbb {R} }. Често такви докази имају тенденцију да буду краћи или једноставнији у поређењу са класичним доказима који примењују директне методе.

### Низови
Низ је функција чији је домен пребројив, потпуно уређен скуп. Домен се обично узима да се састоји од природних бројева, иако је повремено подесно узети у обзир и двосмерне секвенце индексиране скупом свих целих бројева, укључујући негативне индексе.
Од интереса за реалну анализу, низ реалне вредности, овде индексиран природним бројевима, је мапа {\displaystyle a:\mathbb {N} \to \mathbb {R} :n\mapsto a_{n}}. Сваки {\displaystyle a(n)=a_{n}} се назива члан (или, ређе, елемент) низа. Низ се ретко експлицитно означава као функција; уместо тога, по конвенцији, скоро увек се бележи као да је уређена ∞-торка, са појединачним члановима или општим чланом у заградама:
{\displaystyle (a_{n})=(a_{n})_{n\in \mathbb {N} }=(a_{1},a_{2},a_{3},\dots ).}
За низ који тежи ка граници (тј. {\textstyle \lim _{n\to \infty }a_{n}} постоји) каже се да је конвергентан; иначе је дивергентан. (Погледајте одељак о границама и конвергенцији за детаље.) Низ реалне вредности {\displaystyle (a_{n})} је ограничен ако постоји {\displaystyle M\in \mathbb {R} } тако да је {\displaystyle |a_{n}|<M} за све {\displaystyle n\in \mathbb {N} }. Низ реалне вредности {\displaystyle (a_{n})} се монотоно повећава или смањује ако респективно важи:
{\displaystyle a_{1}\leq a_{2}\leq a_{3}\leq \cdots }
или
{\displaystyle a_{1}\geq a_{2}\geq a_{3}\geq \cdots }
Ако важи било које од њих, каже се да је низ монотон. Монотоност је строга ако ланчане неједнакости и даље важе са {\displaystyle \leq } или {\displaystyle \geq } замењеним са < или >.
За дати низ {\displaystyle (a_{n})}, други низ {\displaystyle (b_{k})} је подниз од {\displaystyle (a_{n})} ако је {\displaystyle b_{k}=a_{n_{k}}} за све позитивне целе бројеве {\displaystyle k} и {\displaystyle (n_{k})} стриктно растући низ природних бројева.

### Границе и конвергенција
Грубо говорећи, граница је вредност којој се функција или низ „приближава“ док се улаз или индекс приближава некој вредности. (Ова вредност може укључивати симболе {\displaystyle \pm \infty } када се адресира понашање функције или низа како се променљива повећава или смањује без ограничења.) Идеја ограничења је фундаментална за рачун (и математичку анализу уопште) и његова формална дефиниција се користи за дефинисање појмова као што су континуитет, деривати и интеграли. (У ствари, проучавање ограничавајућег понашања је коришћено као карактеристика која разликује рачун и математичку анализу од других грана математике.)